# Deoxyribose
Deoxyribose, også kaldet D-Deoxyribose og 2-deoxyribose, er en organisk forbindelse som består af en femleddet ringstruktur og har indeholder den funktionelle gruppe aldehyd. Denne type forbindelser kaldes også aldopentoser. Deoxyribose er afledt af pentosen (sukker) ribose, forskellen er at hydroxylgruppen på kulstof 2 i ribose er erstattet med et brintatom. Deoxyribose har den kemiske formel C5H10O4. Deoxyribose blev opdaget i 1929 af Phoebus Levene.
Ribose danner femleddede ringe som består af fire kulstofatomer og et iltatom. Til tre af disse kulstofatomer er der bundet hydroxylgrupper. Det sidste kulstofatom er bundet til et af atomerne ved siden af ringens iltatom. I deoxyribose er hydroxylgruppen længst fra kulstofatomet udenfor ringen erstattet med et brintatom.

## Deoxyriboses biologiske betydning
Ribose og 2-deoxyribosederivater har stor betydning i biologien. De vigtigste derivater er dem der har fosfat-grupper bundet til kulstof nummer 5. Både mono-, di-, og trifosfatformer er vigtige. Ribosederivater bundet til puriner eller pyrimidiner kaldes nukleosider, og fosforylerede nukleosider hedder nukleotider. 
Polymerer af deoxyribose udgør rygraden i DNA.